# Ruzi Ying
Princ Ruzi Ying (孺子嬰) bio je "car" Kine iz dinastije Han. Osobno ime mu je bilo Liu Ying (劉嬰).
Rođen je 5. godine te ga se smatra posljednjim carem Zapadnog Hana.
Njegov je otac bio Liu Xian, markiz Guangqija, potomak cara Xuana.
Nakon smrti cara Pinga, regent Wang Mang je htio postati car, ali kako je to bilo smatrano neprikladnim, odlučio je za cara postaviti Yinga. Učinio je to tvrdeći da su bogovi odabrali dječaka Yinga, koji zapravo nije nikada postao pravi car te je svu moć imao Wang.
8. godine Wang je proglasio da je duša cara Gaozua izabrala njega za cara te je osnovao dinastiju Xin, čiji je jedini car bio.
9. je Wang Ruzija učinio vojvodom Ding'ana. Ruzi Ying nije znao imena većine životinja ni kao odrastao čovjek. Wang ga je oženio svojom unukom Wang.
Nakon ubojstva Wang Manga, princ Liu Xuan postao je car Gengshi. On je dao ubiti Yinga 25.